# ミニスケープ

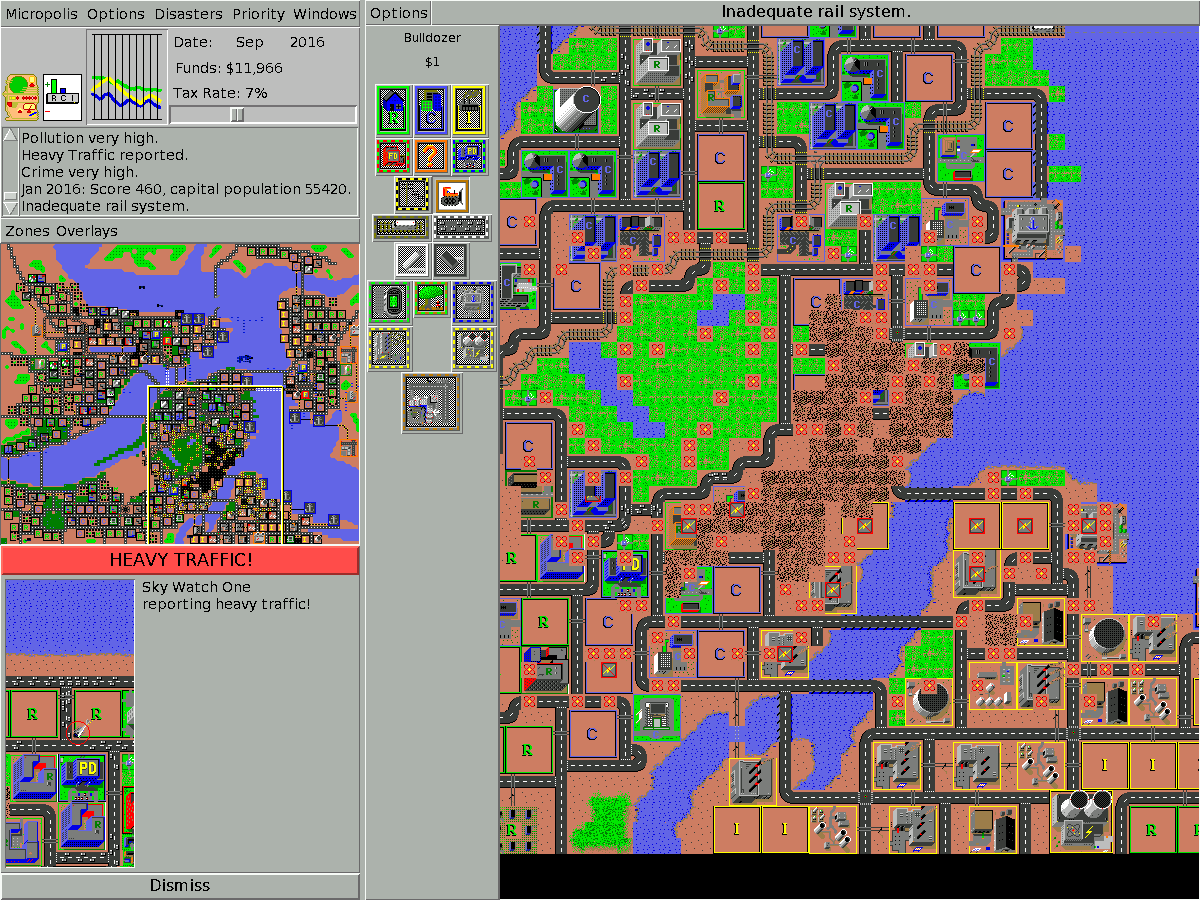
ミニスケープの代表作シムシティ（オープンソース版ミクロポリス）

ミニスケープ（英: miniscape）は、コンピュータゲームにおけるジャンルの一つ。日本では一般にシミュレーションゲームの一種として扱われるが、欧米では独立ジャンルとして扱われている。英語では construction and management simulation (CMS) とも呼ばれ、日本では一般的に箱庭ゲームと呼ばれている。

## 概要
限定された環境を舞台にし、主に途切れることなくゲームが進むリアルタイム進行のゲームで、プレイヤーがゲーム内の環境を操作することによって、キャラクターなどが間接的に影響を受けて自発的作業を行ったり、状況の変化をもたらすゲームを指す。その多くは町や遊戯施設、会社、あるいは都市や島といった比較的小規模な経営・育成を楽しむゲームであり、画面上を人間などのキャラクターがあたかも生活しているかの様に動き回る情景が見られることから、「ミニスケープ（小さな情景）ゲーム」と呼ばれる。
この種のゲームとしては、プレイヤーが会社を経営することによって町の経済に影響を与えて発展させていくといった純粋な経営・育成ゲームと、村や植民地を建設・経営する過程で武器生産などを行って敵勢力と戦う要素のあるリアルタイムストラテジー的側面を持つゲームの、大きく2通りが見られる。その他にも少数ではあるものの、プレイヤーにほとんど介入の余地が無く、キャラクターの動きを観賞することを目的とする景観ソフト的なものもある。

## 主なミニスケープゲーム
ゲーム関係サイトなどでの分類に基づく。

### 経営・育成ミニスケープ
- 『あつまれ!ピニャータ』
- 『A列車で行こう』シリーズ
- 『キャピタリズム』シリーズ
- 『火星計画』シリーズ（工画堂スタジオ）
- 『ザ・コンビニ』シリーズ
- 『ザ・タワー』シリーズ
- 『シティー ライフ』シリーズ

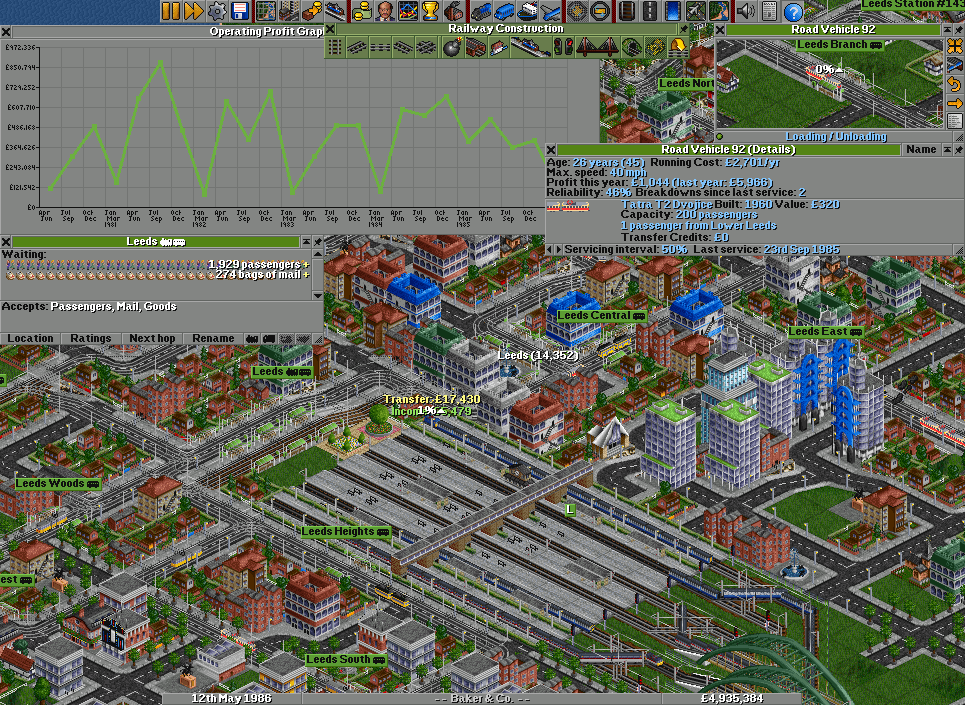
運輸会社を経営するゲーム トランスポートタイクーン（オープンソース版OpenTTD）

- 『シティーズ・イン・モーション（英語版）』シリーズ
- 『シティーズXL（英語版）』シリーズ
- 『シムシティ』シリーズ
- 『シムトランス』
- 『シムピープル』シリーズ
- 『Cities: Skylines』
- 『テーマパーク』シリーズ
- 『トロピコ』シリーズ
- 『インダストリージャイアント（英語版）』シリーズ
- 『フレイトタイクーン（英語版）』
- 『レイルロードタイクーン』シリーズ
- 『トランスポートタイクーン』シリーズ
- 『ローラーコースタータイクーン』シリーズ
- 『しろつく』
  - ※タイクーンは経営シミュレーションゲーム一般に付される日本国大君が由来の冠であってシリーズ名で無い点に注意。

### リアルタイムストラテジー要素のあるミニスケープ
- 『ザ・セトラーズ』シリーズ
- 『ストロングホールド』シリーズ
- 『ブラック&ホワイト』シリーズ
- 『メディーバル ローズ 〜中世都市建国〜』
- 『ダンジョンキーパー』シリーズ
- 『Anno』(創世記)シリーズ
- Impression Games建国シミュレーションゲームシリーズ
  - エジプト建国シミュレーションシリーズ
  - 『シーザー』シリーズ
  - 『ゼウス:マスター オブ オリンポス』
- 『ポピュラス』シリーズ

### 工場建設・運営シミュレーション
- 『Factorio』[2]
- 『Dyson sphere program』[2]。

### その他（景観ソフトなど）要素のあるミニスケープ
- 『牧場物語』シリーズ
- 『どうぶつの森』シリーズ
- 『ひつじ村』シリーズ（株式会社サクセス）
- 『アクアゾーン』（AQUAZONE）
- 『パチプロ風雲録』